# Jonas Lössl
Jonas Lössl (ur. 1 lutego 1989 w Kolding) – piłkarz duński grający na pozycji bramkarza w FC Midtjylland.

## Kariera klubowa
Lössl pochodzi z Kolding i tam też rozpoczął piłkarską karierę w klubie Kolding IF. W 2004 roku zmienił klub i zaczął grać dla FC Midtjylland. Szybko odkryto jego talent i już w sezonie 2009/2010 był zawodnikiem pierwszej drużyny. W Superligaen zadebiutował 6 marca 2010 w zremisowanym 2:2 spotkaniu z Odense Boldklub.
Latem 2014 przeszedł do En Avant Guingamp, a w 2016 do 1. FSV Mainz 05. W sezonie 2017/18 został wypożyczony do Huddersfield Town, do którego definitywnie przeszedł latem 2018. Rok później został piłkarzem Evertonu, natomiast w 2020 ponownie udał się na wypożyczenie do Huddersfield Town. 1 lutego 2021 powrócił do FC Midtjylland, z którym podpisał kontrakt do lata 2025. Zimą 2022 został wypożyczony na pół roku do Brentford. Od sezonu 2022/2023 ponownie jest zawodnikiem FC Midtjylland.
| Sezon     | Klub              | Kraj    | Rozgrywki        | Mecze | Bramki | Rozgrywki Europy                     | Mecze | Bramki |
| --------- | ----------------- | ------- | ---------------- | ----- | ------ | ------------------------------------ | ----- | ------ |
| 2008/2009 | FC Midtjylland    | Dania   | SAS Ligaen       | 0     | 0      | –                                    | –     | –      |
| 2009/2010 | FC Midtjylland    | Dania   | SAS Ligaen       | 12    | 0      | –                                    | –     | –      |
| 2010/2011 | FC Midtjylland    | Dania   | SAS Ligaen       | 30    | 0      | –                                    | –     | –      |
| 2011/2012 | FC Midtjylland    | Dania   | SAS Ligaen       | 25    | 0      | –                                    | –     | –      |
| 2012/2013 | FC Midtjylland    | Dania   | SAS Ligaen       | 27    | 0      | Liga Europy UEFA                     | 2     | 0      |
| 2013/2014 | FC Midtjylland    | Dania   | SAS Ligaen       | 33    | 0      | –                                    | –     | –      |
| 2014/2015 | En Avant Guingamp | Francja | Ligue 1          | 30    | 0      | Liga Europy UEFA                     | 7     | 0      |
| 2015/2016 | En Avant Guingamp | Francja | Ligue 1          | 37    | 0      | –                                    | –     | –      |
| 2016/2017 | 1. FSV Mainz 05   | Niemcy  | Bundesliga       | 27    | 0      | Liga Europy UEFA                     | 5     | 0      |
| 2017/2018 | Huddersfield Town | Anglia  | Premier League   | 38    | 0      | –                                    | –     | –      |
| 2018/2019 | Huddersfield Town | Anglia  | Premier League   | 31    | 0      | –                                    | –     | –      |
| 2019/2020 | Everton           | Anglia  | Premier League   | 0     | 0      | –                                    | –     | –      |
| 2019/2020 | Huddersfield Town | Anglia  | EFL Championship | 15    | 0      | –                                    | –     | –      |
| 2020/2021 | Everton           | Anglia  | Premier League   | 0     | 0      | –                                    | –     | –      |
| 2020/2021 | FC Midtjylland    | Dania   | Superligaen      | 13    | 0      | –                                    | –     | –      |
| 2021/2022 | FC Midtjylland    | Dania   | Superligaen      | 8     | 0      | Liga Mistrzów UEFA, Liga Europy UEFA | 7     | 0      |
| 2021/2022 | Brentford         | Anglia  | Premier League   | 2     | 0      | –                                    | –     | –      |
| 2022/2023 | FC Midtjylland    | Dania   | Superligaen      | 25    | 0      | Liga Europy UEFA                     | 8     | 0      |
| 2023/2024 | FC Midtjylland    | Dania   | Superligaen      | 5     | 0      | Liga Konferencji Europy UEFA         | 5     | 0      |

Stan na: 25 sierpnia 2023

## Kariera reprezentacyjna
W reprezentacji Danii zadebiutował 29 marca 2016 w przegranym 0:1 meczu ze Szkocją. W 2018 został powołany na Mistrzostwa Świata, a w 2021 na Euro 2020.